# Прохоровцы
 Прохоровцы — деревня в Кировской области. Входит в состав муниципального образования «Город Киров»

## География
Расположена на расстоянии примерно 2 км на север от поселка Лянгасово.

## История
Известна с 1770 года как деревня, что был починок Шалаевской с 69 жителями, в 1802 (Шалаевская в 3-м селении) с 4 дворами. В 1873 году здесь (Шалаевская 3-я или Прохоровцы, Мошкины) дворо в 6 и жителей 58, в 1905 (Шалаевская 3-я или Похоровцы) 11 и 68, в 1926 (Прохоровцы или Шалаевский 3-й) 15 и 62, в 1950 (Прохорцово) 25 и 78, в 1989 2 жителя. Настоящее название утвердилось с 1978 года. Административно подчиняется Ленинскому району города Киров.

## Население
Постоянное население составляло 2 человека (русские 100%) в 2002 году, 0 в 2010.